# Celebrity (película)
Celebrity es una película estadounidense de 1998, escrita y dirigida por Woody Allen. Protagonizada por Kenneth Branagh, Judy Davis, Joe Mantegna, Winona Ryder, Leonardo DiCaprio, Melanie Griffith, Famke Janssen y Charlize Theron en los papeles principales, junto a un extenso reparto.

## Argumento
Lee Simon (Kenneth Branagh) es un periodista y novelista sin éxito, en crisis, transformado en un escritor de libros de viaje. Se introduce en el mundo del periodismo de celebridades, después de divorciarse de su esposa Robin (Judy Davis) con quien estuvo casado durante 16 años. Allí comienza una disipada vida sexual con actrices, modelos y otros personajes del mundo del espectáculo, que lo llevan a preguntarse por el sentido de su vida. Su ambición por la fama y sus neurosis le hacen fracasar numerosas veces en sus conquistas.
Por su lado, su exesposa Robin logra intercambiar sus propias neurosis por un maquillaje y un trabajo con el productor de televisión, Tony Gardella (Joe Mantegna), que la lleva finalmente a dirigir su propio programa de entrevistas a celebridades. Se aprovecha de las numerosas posibilidades que se le presentan, teniendo un final exitoso y feliz.

## Reparto
- Kenneth Branagh como Lee Simon.
- Judy Davis como Robin Simon.
- Joe Mantegna como Tony Gardella.
- Winona Ryder como Nola.
- Leonardo DiCaprio como Brandon Darrow.
- Melanie Griffith como Nicole Oliver.
- Charlize Theron como una supermodelo.
- Celia Weston como Dee Bartholemew.
- Famke Janssen como Bonnie.
- Donald Trump como él mismo.

## Comentario
Es una comedia negra filmada en blanco y negro. Con un reparto envidiable y un guion muy oscuro, la película tuvo un frío recibimiento.